# Gigi Proietti Globe Theatre
Il  Gigi Proietti Globe Theatre Silvano Toti (precedentemente Silvano Toti Globe Theatre) è un teatro shakespeariano di Roma, fedele replica del Globe Theatre di Londra, il più famoso teatro del periodo elisabettiano.

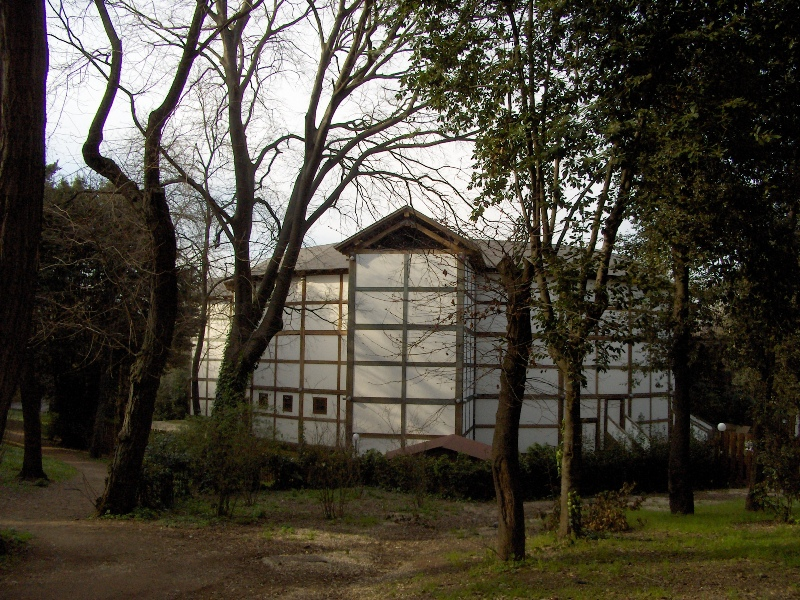
Vista esterna del Globe Theatre a Roma

## Storia
La struttura fu costruita nel 2003, in tre mesi di lavori, all'interno dei giardini di Villa Borghese, che in quell'anno festeggiava i 100 anni come parco cittadino. La struttura fu realizzata dal comune di Roma sulla base di un'idea iniziale di Gigi Proietti e grazie ai finanziamenti della Fondazione Silvano Toti, associazione creata dalla famiglia Toti in memoria del mecenate e imprenditore Silvano Toti.
Del Globe esiste una precedente ricostruzione, realizzata a Londra nel 1997 nelle vicinanze del sito in cui si ergeva il teatro originale. Le ricostruzioni presentano varie differenze e nessuna delle due può dirsi la copia fedele del teatro originale, di cui non sono stati tramandati i progetti. Il teatro è stato inaugurato, nel 2003, con lo spettacolo Romeo e Giulietta diretto da Gigi Proietti. L'attore romano è stato direttore artistico del teatro per 17 anni, dalla sua inaugurazione fino alla sua scomparsa, nel 2020. Negli anni sono andate in scena tragedie e commedie elisabettiane, che hanno riscosso grande successo soprattutto nel pubblico giovanile, tra le quali Romeo e Giulietta, Pene d'amor perdute, Otello, Riccardo III, Molto rumore per nulla, Sogno di una notte di mezza estate, Re Lear, Il mercante di Venezia, La bisbetica domata e La tempesta.
Il 3 novembre 2020, la sindaca di Roma Virginia Raggi e la Fondazione Silvano Toti hanno dichiarato di voler intitolare il teatro anche a Gigi Proietti, scomparso il giorno precedente.
A partire dall'estate 2022 il direttore artistico del teatro è il compositore Nicola Piovani.
La mattina del 22 settembre 2022, al termine di una recita mattutina del Macbeth, è crollata la scala dell'ultimo anello del teatro. Nel collasso della struttura sono rimaste ferite 12 persone, di cui 5 adulti e 7 ragazzi tra i 15 e i 19 anni, in gran parte studenti del Liceo Saffo di Roseto degli Abruzzi, che erano in gita al Globe Theatre. Da quel momento il teatro è stato posto sotto sequestro per lo svolgimento delle indagini e i restauri. La stagione 2023, quella del ventennale dell'istituzione, si è tenuta presso l'Arena Gigi Proietti Globe Theatre Silvano Toti, una platea provvisoria da 860 posti e adiacente alla struttura originaria.

## Descrizione
Il teatro, di forma circolare, rispetta la forma dell'originale londinese, con il palcoscenico coperto che si protende verso l'area del pubblico scoperta e circondata dai palchi su tre livelli ed è interamente in legno di rovere, proveniente da foreste gestite e riforestate. La platea ospita il pubblico in piedi (fino a 415 spettatori) e dalla stessa è possibile raggiungere i palchi, su tre livelli e collegati tra loro attraverso delle passerelle. La capienza totale del teatro è di 1206 posti.
La pavimentazione è stata realizzata in blocchi di tufo posati a secco, che danno un'impressione di terra battuta. La sua altezza è di 10 metri, con un diametro interno di 23 metri ed esterno di 33 metri. La sua circonferenza esterna è di 100 metri e il tetto rivestito da scandole di rame.

## Archivio
Nel 2020 è stato inaugurato l’Archivio "Gigi Proietti Globe Theatre", nato dalla collaborazione fra la Politeama Srl, che detiene la gestione artistica esclusiva del teatro, e il Dipartimento di Lingue, Letterature e Culture Straniere dell’Università Roma Tre. Il catalogo dell'archivio è disponibile online e per ogni spettacolo, dalla prima stagione del 2003, l’Archivio raccoglie in forma digitale registrazioni filmate integrali, fotografie, bozzetti, note di regia, rassegne stampa, studi critici e interviste, consentendo così di conservare la memoria dei progetti del teatro.

## Direzione artistica
- Gigi Proietti (2003 - 2020)
- Nicola Piovani (2022 - in corso)